# Dörrebach

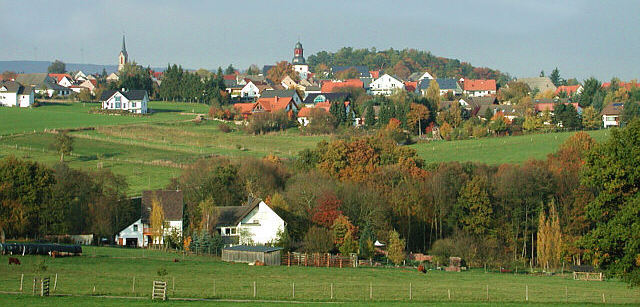
Blick auf Dörrebach

Dörrebach ist eine Ortsgemeinde im Landkreis Bad Kreuznach in Rheinland-Pfalz. Sie gehört der Verbandsgemeinde Langenlonsheim-Stromberg an.

## Geographie
Dörrebach liegt am Lehnbach im Nordosten des zum Hunsrück gehörenden Soonwalds unweit der Nahtstelle zum Binger Wald. Nordwestlich des Orts bzw. jenseits des Hochsteinchens befindet sich Rheinböllen, südöstlich liegt Stromberg.
Zu Dörrebach gehören auch die Wohnplätze Forsthaus Opel, Burg Gollenfels, Im Waldwinkel und Weinbergerhof.

## Bevölkerungsentwicklung
Die Entwicklung der Einwohnerzahl von Dörrebach, die Werte von 1871 bis 1987 beruhen auf Volkszählungen:
| Jahr | Einwohner |
| ---- | --------- |
| 1815 | 598       |
| 1835 | 792       |
| 1871 | 715       |
| 1905 | 651       |
| 1939 | 575       |
| 1950 | 700       |
| 1961 | 671       |

| Jahr | Einwohner |
| ---- | --------- |
| 1970 | 750       |
| 1987 | 709       |
| 1997 | 725       |
| 2005 | 723       |
| 2011 | 693       |
| 2017 | 701       |
| 2022 | 706       |

## Politik

### Bürgermeister
Ortsbürgermeister ist Harald Scholl (CDU). Nach der Kommunalwahl am 26. Mai 2019 wurde er Nachfolger von Nicole Reißert, die nicht mehr für das Amt kandidiert hatte.
Scholl wurde im Juni 2024 wiedergewählt.

## Kultur und Sehenswürdigkeiten
Die Burg Gollenfels stammt aus dem 10./11. Jahrhundert.
Die Kirmes findet an Maria Himmelfahrt bzw. am darauffolgenden Sonntag und Montag statt.
Siehe auch:
- Liste der Kulturdenkmäler in Dörrebach
- Liste der Naturdenkmale in Dörrebach

## Verkehr
Der Ort ist unter anderem über die Autobahnanschluss-Stellen Stromberg und Rheinböllen von der A 61 erreichbar.

## Persönlichkeiten
- Jacob Vollrath (* 19. September 1824; † 15. Mai 1898), Gründer der Vollrath Company
- Hermann Hill (* 29. Oktober 1951), deutscher Jurist, Hochschullehrer und Politiker
- Klaus-Peter Hildenbrand (* 11. September 1952), ehemaliger deutscher Langstreckenläufer